# Galionki
Galionki (russe : Галёнки) est un village de Russie situé dans le raïon d'Octobre du kraï du Primorié. D'après les recensements russes, au cours des années 2000, sa population est passée de 5 356 habitants  (2002) à 4 279 habitants  (2010).

## Histoire
Le village a été fondé en 1880. On y retrouve dans les environs des installations militaires ainsi que le radiotélescope de Galenki (en).